# Shek Kwu Chau
Shek Kwu Chau är en ö i Hongkong (Kina). Den ligger i den västra delen av Hongkong. Arean är 1,3 kvadratkilometer.
Terrängen på Shek Kwu Chau är lite kuperad. Öns högsta punkt är 161 meter över havet. Den sträcker sig 1,6 kilometer i nord-sydlig riktning, och 1,3 kilometer i öst-västlig riktning.